# Wuchang (Harbin)
Wuchang (chinesisch 五常市, Pinyin Wǔcháng Shì) ist eine kreisfreie Stadt im Verwaltungsgebiet der Unterprovinzstadt Harbin in der chinesischen Provinz Heilongjiang. Sie hat eine Fläche von 7.501 km² und 724.705 Einwohner (Stand: Zensus 2020).
Die Stadt ist der Geburtsort der Schauspielerin Jayne Meadows (1919–2015).

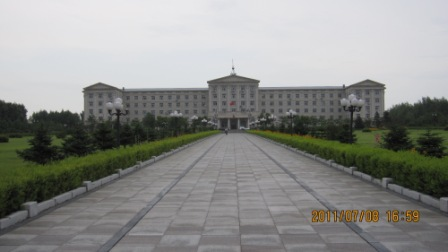
Rathaus der Stadt Wuchang

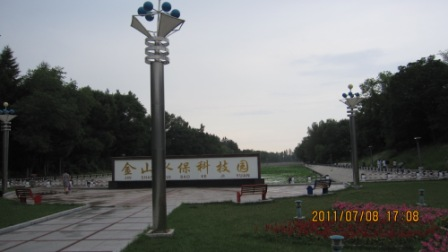
Park mit großen Wasserflächen in der Stadt Wuchang

## Administrative Gliederung
Auf Gemeindeebene setzt sich die Stadt aus neun Großgemeinden, zehn Gemeinden und fünf Nationalitätengemeinden zusammen. Diese sind:
| Großgemeinde Wuchang (五常镇), Sitz der Stadtregierung; Großgemeinde Anjia (安家镇); Großgemeinde Beiyinhe (背荫河镇); Großgemeinde Chonghe (冲河镇); Großgemeinde Dujia (杜家镇); Großgemeinde Shanhe (山河镇); Großgemeinde Shahezi (沙河子镇); Großgemeinde Xiangyang (向阳镇); Großgemeinde Xiaoshanzi (小山子镇); Gemeinde Bajiazi (八家子乡); Gemeinde Changbao (常堡乡); Gemeinde Changshan (长山乡); | Gemeinde Erhe (二河乡); Gemeinde Longfengshan (龙凤山乡); Gemeinde Minyi (民意乡); Gemeinde Weiguo (卫国乡); Gemeinde Xinglong (兴隆乡); Gemeinde Xingsheng (兴盛乡); Gemeinde Zhiguang (志广乡); Großgemeinde Lalin der Manju (拉林满族镇); Großgemeinde Niujia der Manju (牛家满族镇); Gemeinde Hongqi der Manju (红旗满族乡); Gemeinde Minle der Koreaner (民乐朝鲜族乡); Gemeinde Yingchengzi der Manju (营城子满族乡). |